# Pretoki
 Pretoki  falu Horvátországban Zágráb megyében. Közigazgatásilag Szentivánzelinához tartozik.

## Fekvése
Zágrábtól 28 km-re, községközpontjától  2 km-re északkeletre, az A4-es  autópálya közelében fekszik.

## Története
A települést már 1327-ben említik "vallis dicta Prethoka" alakban. 1335-ben "Prethoka fossatum", 1613-ban "Pretoka" néven szerepel a korabeli forrásokban. Alapiskoláját 1946-ban alapították.
A falunak 1857-ben 70,  1910-ben 103 lakosa volt. Trianonig Zágráb vármegye Szentivánzelinai járásához tartozott. 2001-ben 310 lakosa volt.

## Lakosság
| Lakosság változása | Lakosság változása | Lakosság változása | Lakosság változása | Lakosság változása | Lakosság változása | Lakosság változása | Lakosság változása | Lakosság változása | Lakosság változása | Lakosság változása | Lakosság változása | Lakosság változása | Lakosság változása | Lakosság változása |
| ------------------ | ------------------ | ------------------ | ------------------ | ------------------ | ------------------ | ------------------ | ------------------ | ------------------ | ------------------ | ------------------ | ------------------ | ------------------ | ------------------ | ------------------ |
| 1857               | 1869               | 1880               | 1890               | 1900               | 1910               | 1921               | 1931               | 1948               | 1953               | 1961               | 1971               | 1981               | 1991               | 2001               |
| 70                 | 112                | 118                | 139                | 92                 | 103                | 93                 | 150                | 141                | 143                | 175                | 226                | 254                | 284                | 310                |

## Külső hivatkozások
- Szentivánzelina község hivatalos oldala
- Kalinski: Ojkonimija zelinskoga kraja. Zagreb. 1985.